# Maritsa Peak
Der Maritsa Peak (englisch; bulgarisch връх Марица wrach Mariza) ist ein 560 m hoher Berg auf der Livingston-Insel im Archipel der Südlichen Shetlandinseln. Im Bowles Ridge ragt er 3,1 km östlich des Mount Bowles, 1,1 km westsüdwestlich des Atanasoff-Nunataks, 5,7 km ostnordöstlich des Hauptgipfels des Plíska Ridge, 6,45 km nordnordöstlich des Mount Friesland und 2,5 km nordöstlich des Kuzman Knoll auf. Der Huron-Gletscher liegt südlich von ihm.
Die bulgarische Kommission für Antarktische Geographische Namen benannte den Berg 2002 nach der Mariza, einem Fluss in Bulgarien.